# Susan Shentallová
Susan Shentallová (21. května 1934 – 18. října 1996) byla britská herečka známá především díky titulní roli ve filmové adaptaci Shakespearova Romea a Julie z roku 1954, kterou režíroval Renato Castellani. Po této roli se však již ve filmu neobjevila.

## Obsazení do role Julie
Renato Castellani objevil Susan Shentall v roce 1953 a vyzval ji k účasti na konkurzu pro roli Julie. Ačkoli se jednalo o její první hereckou zkušenost, roli získala. Okolnosti jejího objevení byly předmětem spekulací, přičemž se objevily nepotvrzené zprávy o rodinných vazbách s producentem Josephem Jannim, které však byly popřeny. Castellani tvrdil, že pro nábor herců využíval londýnskou restauraci Le Caprice a žádal jejího provozovatele, Maria Galatiho, o tipy na vhodné typy herců.
Susan Shentall pak v časopise Weekly Illustrated popsala vlastní verzi událostí: Galati si vyžádal telefonní číslo její rodiny během jejich večeře v Le Caprice. Následující večer se s Shentallovými setkali producenti v hotelu. Následně absolvovala kamerové zkoušky u kameramana Roberta Kraskera. Film byl koprodukcí společností Rank Organisation a Universalcine (Verona).

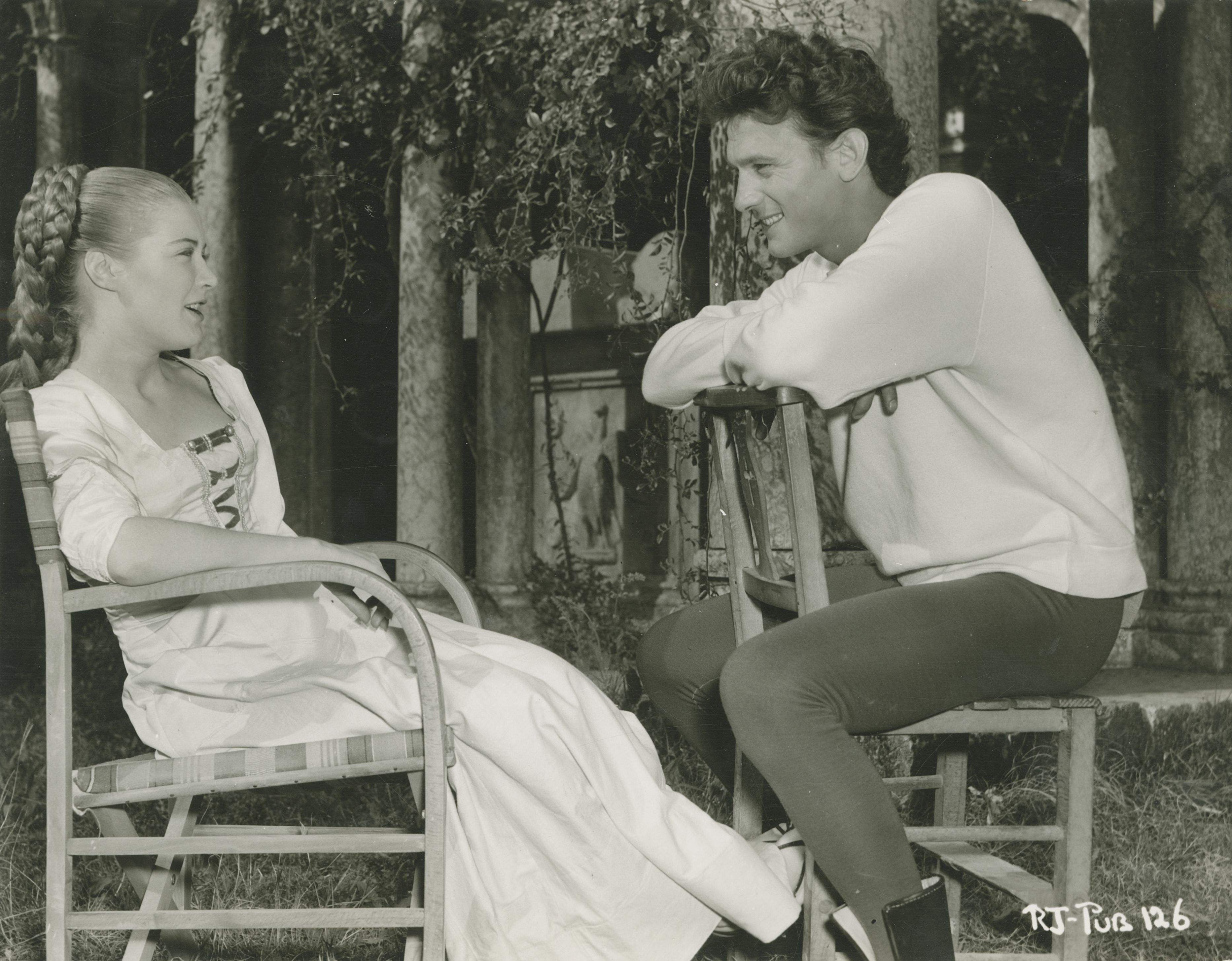
Susan Shentallová a Laurence Harvey během natáčení

Castellaniho záměrem bylo natočit film podle italského scénáře zpodle novely Luigiho da Porty, s minimálním využitím Shakespearova textu. Musel však přistoupit na kompromisy, včetně natáčení v angličtině a obsazení Romea. Přesto si zachoval principy italského neorealismu, jako je natáčení v autentických lokacích a obsazení neprofesionálních herců odpovídajícího věku. V protikladu k tomu, Irving Thalberg ve své hollywoodské adaptaci Romea a Julie obsadil do role Julie Normu Shearer, které bylo kolem třicítky, což umožnilo implicitní ztvárnění sexuality bez kontroverze.
Bosley Crowther z New York Times o Castellaniho filmu napsal, že režisér „si dal za cíl natočit film o vražedném a bezvýznamném sporu mezi dvěma pyšnými a mocnými rodinami v Itálii patnáctého století a uprostřed něj o žalostném románku mezi dvěma nevinnými mladými lidmi. Lyrický jazyk Shakespeara, kterým na jevišti obvykle mluví zralí herci, byl druhořadý ve srovnání s konceptem vizuálního rozvinutí jeho tématu.“
Přesto byla Shentall jako amatérská herečka kritizována; její herecký kolega Laurence Harvey prohlásil, že profesionál vždy trpí spoluprací s amatérem.

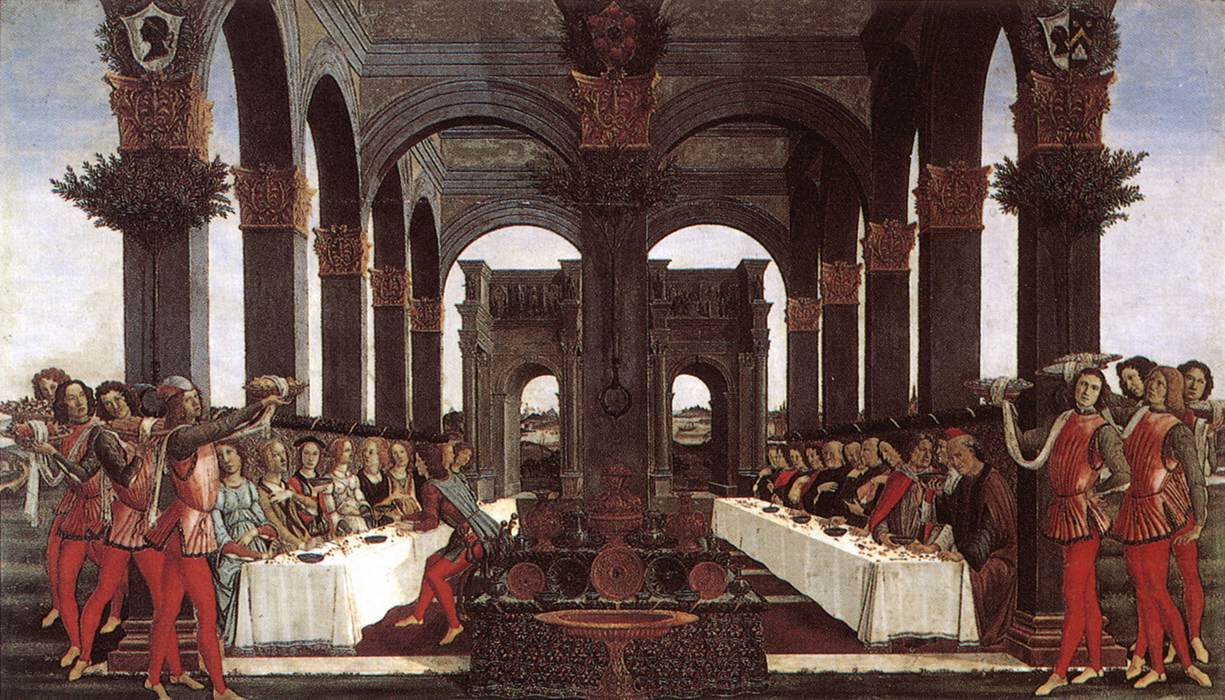
Botticelliho Svatba

Scénografii filmu měla na starosti Leonor Fini, přičemž dominoval styl rané renesance. Vyzdvihovaná byla scéna plesu, kde má Julie šaty inspirované Botticelliho Svatbou ze série Nostalgia degli Onesti.

## Osobní život
Susan Shentall byla dcerou Harolda Shentalla, podnikatele a předsedy anglického fotbalového výběru v době utkání Maďarsko–Anglie v roce 1954. Vyrůstala v Old Bramptonu, přičemž navštěvovala internátní školy. V osmnácti letech studovala v Londýně a živila se jako sekretářka.
V roce 1954 se provdala za Philipa Worthingtona, syna Charlese Edwarda Worthingtona (1897–1970), bývalého starosty Leicesteru a hlavního akcionáře společnosti Odeon Theatres Ltd.
Dne 1. prosince 1954 informoval Variety, že „Charles Marquis Warren jedná s britskou herečkou Susan Shentall o společné roli s Jackem Palancem v jeho nezávislém filmu.“ Shentallová se však již poté v žádném filmu neobjevila.